# Bardylis copernici
Bardylis copernici är en stekelart som först beskrevs av Girault 1936.  Bardylis copernici ingår i släktet Bardylis och familjen växtlussteklar. Inga underarter finns listade.